# Frente de Defensores del Islam
El Frente de Defensores Islámicos (en indonesio: Front Pembela Islam; abreviado FPI)   fue una organización islamista indonesia de línea dura en 1998 por Muhammad Rizieq Shihab con el respaldo de figuras militares y políticas. Desde 2015, Ahmad Shabri Lubis ha sido el líder de la organización, mientras que Rizieq Shihab ostenta el título de Gran Imán (indonesio: Imam Besar) del FPI de por vida. El FPI se posicionó originalmente como una policía religiosa islámica, principalmente mediante la realización de operaciones de vigilantismo no autorizadas. También actuó como un grupo de presión islamista con destacado activismo en las redes sociales y movilizaciones masivas contra activistas progubernamentales, chinos étnicos, minorías cristianas, así como políticos liberales y reformistas.
El FPI organizó una serie de protestas masivas religiosas y políticas, incluidas las protestas de Yakarta de noviembre de2016, y otras manifestaciones contra el entonces gobernador de Yakarta, Basuki Tjahaja Purnama. El FPI también se manifestó frente a la embajada estadounidense en Yakarta en 2003 para condenar la guerra de Irak. Los manifestantes fueron acusados de cometer crímenes de odio en nombre del Islam. y violencia relacionada con la religión.
El 30 de diciembre del 2020, el gobierno indonesio emitió un decreto ministerial conjunto en el que prohibía el FPI. El gobierno dijo que el FPI había amenazado la ideología nacional de Indonesia, cometiendo redadas ilegales, incluido terrorismo, y que su organización interna había provocado.El gobierno también mostró imágenes de Rizieq Shihab prometiendo la lealtad del FPI al Estado Islámico (ISIS), además de abogar por establecer un califato. La disolución se produjo unas semanas después de que la policía matara a tiros a seis miembros del FPI.

## Historia
FPI surgió el 17 de agosto de 1998 como resultado de la reunión de líderes religiosos para conmemorar el 53 aniversario de la Proclamación de independencia de Indonesia (Independencia de Indonesia). La reunión tuvo lugar en el pesantren (internado islámico) de al-Umm en Ciputat, Tangerang del sur. Fue presentado por Misbahul Anam, un activista de Indonesian Islam Boyscouts (PII), y asistieron líderes religiosos afiliados a haba'ib (eruditos de los descendientes del profeta islámico Muhammad), en particular Muhammad Rizieq Shihab.
La reunión discutió cuestiones urgentes que enfrenta la comunidad musulmana, a saber, la proliferación de maksiat (inmoralidad), los asesinatos de musulmanes en lugares como la masacre de Tanjung Priok e Aceh, y la falta de organizaciones musulmanas que puedan imponer la doctrina islámica de amr ma'ruf nahy munkar (ordenar el bien y prohibir el mal).
La primera campaña importante del FPI que atrajo la atención de los medios fue un incidente en Ketapang, Yakarta Central en noviembre de 1998. El incidente fue provocado por el asesinato de un adolescente musulmán local Betawi por un cristiano Ambonese, y rápidamente escaló hasta convertirse en un motín entre musulmanes y cristianos que se cobró decenas de vidas. La comunidad Betawi pidió el apoyo del FPI, que hizo un esfuerzo para evitar una mayor escalada.
La organización tiene como objetivo implementar la ley sharia en Indonesia. Más tarde, se transformó en un grupo de presión islamista que promueve sus motivos políticos promoviendo lo que se considera propaganda religiosa o racial a través de Internet y campañas antigubernamentales ocasionales. Sin embargo, en enero de 2017, varias cuentas oficiales del FPI en  Twitter fueron suspendidas por faltas como spam, descortesía y amenazas.

## Apoyo gubernamental
El surgimiento del FPI atrajo un gran interés entre los miembros de alto rango del ejército indonesio. El ejército indonesio, que previamente suprimió el Islam político durante la era del Nuevo Orden, se había estado acercando a grupos islámicos conservadores desde que Feisal Tanjung fue inaugurado como el comandante en 1993, para disfrazar el papel continuo del ejército controlando al pueblo frente a las críticas de los segmentos más moderados a izquierdistas de la sociedad indonesia, incluidas las aproximadamente 3,000 organizaciones no gubernamentales que trabajan allí.
Los militares proporcionaron ayuda monetaria y entrenamiento militar al ala paramilitar del FPI conocida como Laskar Pembela Islam (Paramilitares Defensores Islámicos, LPI). A su vez, el FPI movilizó ocasionalmente acciones en apoyo del ex comandante Wiranto y varios generales del ejército. El FPI también recibió el patrocinio del jefe de la Policía de Yakarta Nugroho Djayusman.
Incluso después de la transición a la democracia, varios generales militares, que detestaban renunciar a su poder después de tantas décadas de dictadura, continuaron apoyando al FPI, que proporcionó una cortina creíble de apoyo popular a la fuerza paramilitar en un orden social aún turbulento.

### Perdida de apoyo gubernamental
El FPI perdió un importante apoyo del aparato estatal después de la toma de posesión de Sofyan Yacob como jefe de la policía de Yakarta, quien criticó el vigilantismo del FPI. La sede del FPI en Petamburan, Tanah Abang fue allanada por la policía en 2002 y 13 miembros fueron arrestados tras el ataque del FPI a clubes nocturnos y salas de billar. 
Rizieq también fue arrestado en 2003 y encarcelado durante siete meses. Misbahul Anam, ex secretario general del FPI, consideró que las relaciones con el aparato estatal eran oportunistas. Sin embargo, Sutanto, el jefe de la Policía Nacional de Indonesia (2005-2008) y la Agencia de Inteligencia Estatal de Indonesia (2009-2011), mantuvo la importancia de utilizando el FPI en ciertos casos. Incluso después de 2002, el FPI actuó en cooperación con el ejército y la policía en varias ocasiones, incluso en 2010 y 2011 para cerrar los debates públicos celebrados por activistas LGBT y Ahmadía.
En noviembre de 2020, el Ministerio del Interior dijo que el FPI había perdido su estatus legal como organización civil porque su certificado de registro había expirado el 20 de junio de 2019. El ministerio dijo que, por lo tanto, el FPI no debería haber realizado actividades como organización civil. El portavoz del FPI, Munarman, respondió que las organizaciones no requieren un certificado de registro para tener estatus legal, ya que la libertad de reunión está consagrada en la Constitución de Indonesia.

### Apoyo político
El FPI también encontró apoyo político entre los políticos que pertenecen a los partidos políticos islamistas, conservadores y nacionalistas de derecha. Hamzah Haz del Partido de Desarrollo Unido y el noveno vicepresidente de Indonesia (2001-2004) visitó ocasionalmente las reuniones del FPI durante su mandato. FPI brindó apoyo de base a Wiranto durante las elecciones de 2004 y las elecciones presidenciales indonesias de 2009, así como al ex general del ejército Prabowo Subianto durante las elecciones de 2014 y las Elecciones presidenciales de 2019. Los aliados políticos notables del FPI incluyen el Partido de la Justicia Próspera (PKS) y el Partido Nacional Partido del Mandato (PAN), ambos partidos islámicos conservadores, así como el recientemente disuelto Hizbut Tahrir Indonesia (HTI). También supuestamente mantuvo estrechas relaciones con la familia del expresidente Suharto, en particular con Tommy Suharto, como lo demuestra su reunión en 2017 durante la conmemoración de Supersemar.

### Tiroteos de diciembre del 2020
A primeras horas del 7 de diciembre de 2020, la policía mató a tiros a seis miembros del FPI en dos circunstancias diferentes. Dos murieron en un tiroteo en Yakarta-Cikampek Toll Road y cuatro fueron baleados más tarde mientras estaban bajo custodia policial. La policía dijo que los seis estaban entre los 10 miembros del FPI que chocaron contra un coche de policía y atacaron a los agentes en el kilómetro 50 de la carretera de peaje. El FPI dijo que los seis eran guardaespaldas personales de Rizieq y habían sido secuestrados por matones. Amnistía Internacional Indonesia dijo que "la policía debe ser abierta y transparente sobre el incidente y lo que llevó al uso de armas de fuego contra los partidarios del líder del FPI Muhammad Rizieq Shihab. El incidente debe ser investigado de forma independiente y si los agentes de policía violaron las normas internacionales relativas al uso de la fuerza y de armas de fuego, deben ser llevados ante los jueces.
Las víctimas de los tirotes fueron identificadas como:
- Andi Oktiawan (33 años)
- Ahmad Sofiyana (26)
- Lutfi Hakim (25)
- Faiz Ahmad Syukur (22)
- Muhammad Suci Khadavi (21)
- Muhammad Reza (20)[33][34][35]

En respuesta a los asesinatos, el presidente Joko Widodo dijo que la policía "está protegida por la ley" en el desempeño de su trabajo y advirtió que los ciudadanos no deben violar la ley ni dañar al país.
El Secretario General del FPI Munarman criticó la respuesta del presidente como justificación de abusos mortales contra los derechos humanos.
El 8 de enero de 2021, la Comisión Nacional de Derechos Humanos de Indonesia (Komnas HAM) anunció los resultados preliminares de su investigación sobre los asesinatos. Komnas HAM dijo que dos de los miembros del FPI murieron en un tiroteo con la policía y los otros cuatro murieron más tarde bajo custodia policial. Describió los asesinatos como una violación de los derechos humanos y pidió el procesamiento de los perpetradores.
El 3 de marzo de 2021, la policía dijo que los seis miembros del FPI asesinados serían acusados póstumamente de agresión a agentes de policía. Más tarde, la policía dijo que tres miembros del personal de la policía de Yakarta estaban siendo investigados por acusaciones de que habían actuado ilegalmente durante el incidente. El 25 de marzo de 2021, la policía dijo que uno de los tres agentes incriminados en los asesinatos había muerto desde entonces en un accidente. El 18 de marzo de 2022, el Tribunal de Distrito del Sur de Yakarta declaró culpables a los dos agentes de policía supervivientes del homicidio ilegítimo de cuatro miembros del FPI, pero dictaminó que no podían ser castigados porque los disparos estaban "justificados", ya que los agentes habían actuado en defensa propia.

### Prohibición
El gobierno de Indonesia el 30 de diciembre de 2020 disolvió el FPI por participar en actos terroristas y criminales y alterar el orden público. La disolución fue anunciada por el ministro Coordinador de Asuntos Políticos, Jurídicos y de Seguridad Mahfud MD. Dijo que la prohibición fue firmada por seis funcionarios estatales de nivel ministerial: el ministro del Interior, el ministro de Comunicaciones e Información, el ministro de Justicia y Derechos Humanos, el jefe de la Agencia Nacional Antiterrorista, el jefe de la Policía Nacional y el Fiscal General.
Al anuncio también asistieron el Comandante de las Fuerzas Armadas Nacionales, el Jefe del Estado Mayor Presidencial y otros altos funcionarios del gobierno. La Policía Nacional de Indonesia dijo que 199 miembros del FPI estaban involucrados en 94 casos penales y que 35 miembros del FPI tenían presuntos vínculos con grupos terroristas.
La prohibición clasifica al FPI como una "organización prohibida", dando a cumplimiento de la ley en Indonesia el derecho de dispersar sus actividades organizativas o reuniones. La prohibición se produjo después de que la policía matara a tiros a principios de diciembre de 2020 a seis miembros del FPI. FPI inicialmente dijo que apelaría la disolución. pero luego decidió no apelar, diciendo que "el decreto sobre el Frente de Defensores Islámicos es la basura de la civilización, y es mejor tirar la basura al tanque séptico".

### Refundación
Posteriormente, después de que el gobierno de Indonesia disolviera el FPI, se declararon varias reencarnaciones, todas ellas bajo la abreviatura "FPI", al igual que sus predecesores.
Después de la disolución, el ex secretario general del FPI Munarman y otras figuras importantes del FPI anunciaron que el FPI sería reemplazado por el Frente Persatuan Islam (inglés: Frente de Unidad Islámica). Prometieron seguir luchando contra el gobierno, al que describieron como un "régimen tiránico" y dijeron que "sus decisiones tienen poco o ningún mérito". Munarman dijo que el nombre "Frente Persatuan Islam" debe ser adoptado por todos los miembros, administradores y simpatizantes del FPI, en lugar de utilizar el nombre "Frente Pembela Islam".
El Frente de Unidad Islámica declaró que nunca se registraría ante el gobierno. La rama Demak del FPI y la rama Kalimantan Oriental del FPI declararon su voluntad de ser parte de la organización renombrada. 
La Policía Nacional de Indonesia amenazó con disolver el nuevo FPI. El Frente de Unidad Islámica luego cambió su nombre por el de Frente de la Hermandad Islámica ("Frente Persaudaraan Islam").

#### Frente de la Hermandad Islámica
El 17 de agosto de 2021, coincidiendo con el Día de la Independencia de Indonesia, el Frente de la Hermandad Islámica lanzó su nuevo logotipo..
El 5 de septiembre, un grupo de personas enmascaradas declaró la fundación de la rama de Java Occidental del Frente de la Hermandad Islámica, en la Mezquita Daarul Khoirot, regencia de Bandung Este. El líder de la rama de Bandung Este de la organismo de Unidad Nacional y Política (Kesbangpol), Suryaman afirmó que detectaron mínimamente la fundación del nuevo FPI. El director del Centro de Investigación sobre la Juventud y la Población (CYPR), Dedek Prayudi, reaccionó a la declaración del Frente de la Hermandad Islámica: "Hay que ver primero el acrónimo AD/ART del Frente de la Hermandad Islámica. Si todavía es similar al FPI, (esta organización) debería disolverse". Como respuesta, el regente de Bandung Occidental, Hengky Kurniawan, declaró que él, junto con la policía Municipal reprendería la declaración porque ilegaliza los protocolos de salud.
El 7 de septiembre, el exlíder de la rama provincial de Banten (imam) del "antiguo" FPI, Ahmad Qurthubi Jaelani, fue elegido nuevo presidente del Frente de la Hermandad Islámica mediante el consenso de los líderes y asesores de la rama..
Oficialmente, según el vicepresidente del Frente de la Hermandad Islámica, Syahid Joban, dijo que el nuevo FPI era diferente del antiguo FPI; con el nuevo FPI más centrado en los derechos humanos y la educación. A septiembre de 2021, Rizieq Shihab y Munarman no aparecen actualmente en puestos del nuevo FPI , pero el equipo defensor del FPI, Aziz Yanuar, dijo que ambos ocuparán puestos honorables.
En lugar de volverse hostil como sus predecesores, el Frente de la Hermandad Islámica tiende a ser pacífico con otras organizaciones, especialmente con el cuerpo de milicias de Nahdlatul Ulama Banser trabajando juntos para ayudar a las víctimas de la erupción de Semeru de 2021.
El yerno de Muhammad Rizieq Shihab, Habib Muhammad bin Husein Alatas, fue elegido presidente del Frente de la Hermandad Islámica, a través de la primera conferencia nacional celebrada por el nuevo FPI en regencia de Lebak Regency, Banten del 16 al 17 de marzo de 2022.

##### Otros
La rama Ciamis del FPI declaró a través de Twitter que cambió el nombre del grupo a Front Pejuang Islam (Frente de Combatientes Islámicos). 
La rama Ciamis también declaró que estaba adoptando el nuevo nombre de Frente de Lucha Islámica. Wawan Malik Marwan, fundador tanto del Frente de Combatientes Islámicos como del Frente de Lucha Islámico, dijo que si las organizaciones fueran prohibidas, él formaría una organización llamada "Frente Pencinta Islam" (Frente de los Amantes del Islam).

##### Presunta participación en el atentado en la catedral de Macassar
Exmiembros de las organizaciones supuestamente están involucrados en el atentado de una catedral en Macasar. Algunos atributos del Frente de Defensores Islámicos fueron encontrados en la casa de un presunto terrorista.
Casi un mes después del atentado, el 27 de abril de 2021, el exsecretario general del Frente de Defensores Islámicos y confidente cercano de Muhammad Rizieq Shihab, Munarman, fue arrestado. Fue arrestado porque poseía conocimientos sobre la red terrorista, pero optó por ocultarlos. No sólo eso, también estuvo involucrado en incitar a la gente a cometer terrorismo y conspirar con terroristas contra el Estado. También fue acusado por la policía de estar involucrado con "bay'ah" del grupo terrorista y su juramento de lealtad a ISIS en las redes terroristas de Macasar, Yakarta y Medan.

## Actividades y opiniones

### Acciones contra el pluralismo
El FPI se ha manifestado abiertamente contra el liberalismo y el multiculturalismo, y contra la extensión de la doctrina Pancasila que defiende el pluralismo religioso. El 1 de junio de 2008, el FPI organizó un ataque contra miembros de la Alianza Nacional para la Libertad de Fe y Religión (AKKBB), que estaban celebrando una manifestación coincidiendo con el día de conmemoración de Pancasila cerca del Monumento Nacional en el centro de la ciudad. El ataque fue reivindicado como respuesta a la supuesta amenaza de la AKKBB contra el FPI. Los medios de comunicación se refirieron al incidente como el Incidente de Monas. Causó indignación en los medios y condujo al arresto de Rizieq Shihab entre otros 56 miembros del FPI. Posteriormente, Rizieq fue encarcelado durante un año y seis meses, tras ser declarado culpable de ataques contra la AKKBB. En enero de 2017, la policía declaró al líder del FPI, Rizieq Shihab, sospechoso de presunta difamación de Pancasila.
El FPI también realiza a menudo protestas contra lo que ve como la difusión del cristianismo de Indonesia. Los objetivos notables incluyen la Iglesia Cristiana de Indonesia Yasmin de Bogor y la Iglesia Iglesia Protestante Cristiana Batak de Bekasi, donde el grupo utilizó la violencia para forzar el cierre de las iglesias.
El FPI también respaldó a la administración de Singkil por cerrar alrededor de 20 iglesias en Singkil, Aceh. Esto generó controversia sobre el uso de la ley administrativa local de acuerdo con la Sharia, que va en contra de la constitución de Indonesia, que garantiza la libertad de práctica religiosa.
A principios de 2017, el FPI y grupos islamistas relacionados organizaron una protesta masiva contra una iglesia recién construida en Bekasi, Java Occidental. La protesta se convirtió en disturbios y enfrentamientos con la policía, lo que provocó daños materiales y cinco agentes de policía resultaron heridos.
Como muchos otros grupos islamistas en Indonesia, el FPI mantiene un sentimiento negativo hacia los chinos étnicos]], a menudo hasta el punto de difundir discursos de odio, comentarios racistas y amenazas de linchamiento contra ellos. Los miembros y simpatizantes del FPI acusaban regularmente a los chinos étnicos de ser "inmigrantes ilegales", a menudo con narrativas falsas afirmando que los chinos son comunistase "enemigos del Islam", a pesar de un número significativo de musulmanes chinos-indonesios.

### Acciones contra Ahmadía
Se sospechaba que el FPI había actuado entre bastidores en el ataque del 6 de febrero de 2011 contra la comunidad Ahmadía, en el que murieron tres personas. El asalto fue liderado por un grupo de más de mil personas, empuñando piedras, machetes, espadas y lanzas. Atacaron la casa de un líder áhmadi en Cikeusik, Banten. De manera similar, un grupo atacó la sede de Ahmadía cerca de Bogor y acosó a sus miembros en zonas como Lombok del este, Manislor, Tasikmalaya, Parung y Garut.

### Acciones contra la "amenaza comunista"
El FPI, como muchos políticos conservadores en Indonesia, a menudo emplea la retórica anticomunista como motivación política. En junio de 2010, junto con otras organizaciones, el FPI atacó una reunión sobre atención sanitaria gratuita en Java Oriental, confundiéndola con una "reunión" del prohibido Partido Comunista de Indonesia. En enero de 2017, el FPI pidió la retirada de los billetes de Rupia y lo acusó de supuestamente mostrar la imagen del logotipo prohibido de la hoz y el martillo. Las acusaciones del FPI, sin embargo, fueron rechazadas por el Bank Indonesia (BI), refiriéndose a ellas como una característica de seguridad recto-verso del logotipo del Bank Indonesia para los nuevos billetes de rupias. El FPI fue acusado de provocar disturbios públicos al difamar al Banco de Indonesia y al gobierno. El FPI denunció con frecuencia a los partidos políticos liberales y centristas (como el PDI-P o Golkar), acusándolos de ser "procomunistas" e "islamófobos".
Se cree ampliamente que la retórica islamista anticomunista es la razón detrás de la proyección de la película docudrama Pengkhianatan G30S/PKI en algunas televisiones nacionales de Indonesia a partir de 2017, 20 años después de que alguna vez fuera de visualización obligatoria. material del gobierno del Nuevo Orden.

### Campañas antigubernamentales
El FPI era conocido por sus opiniones abiertas contra el gobierno indonesio desde la presidencia de Abdurrahman Wahid, y junto con otros grupos islamistas relacionados, había amenazado repetidamente con derrocar al gobierno. Esta campaña se intensificó notablemente bajo la presidencia de Joko Widodo, especialmente después del presunto incidente de blasfemia del exgobernador de Yakarta Basuki Tjahaja Purnama en 2016.

### Acciones contra la difamación percibida de la sensibilidad islámica
El FPI es notablemente sensible ante la percepción de difamación y violación de las normas islámicas en diversos aspectos de la sociedad. En sus inicios, el FPI se centró en tiendas y vendedores que estaban abiertos o vendían alcohol durante el mes de Ramadán, la mayoría de los cuales, según informes, fueron obligados a cerrar o saqueados. El FPI atacó varios clubes nocturnos, bares y cafeterías por percibir una falta de conformidad con las normas islámicas. En 2006, l FPI y otras organizaciones islámicas, incluido el Consejo Muyahidín de Indonesia, protestaron contra la publicación de Playboy Indonesia. La protesta condujo al desalojo de la oficina de Playboy de Yakarta a Bali. En 2013, el FPI acusó a activistas LGBT, como Lady Gaga e Irshad Manji, de ser "demonios", y amenazaron su seguridad. Esto estalló en controversia en 2013 durante la la gira Born This Way de Lady Gaga, lo que resultó en la eventual cancelación de conciertos en Indonesia. La acción fue criticada por ser una violación de la ley indonesia que sanciona las amenazas violentas, según lo prescrito en el artículo 336 del Código Penal.
En 2015, el FPI atacó al político y regente de Purwakarta Dedi Mulyadi, acusándolo de ser un musyrik (politeísta) después de que colocó estatuas de Marionetas sundanesas en varios parques de la ciudad de Purwakarta en Java Occidental. el FPI acusó a Dedi de degradar los principios islámicos al violar el principio aniconista del Islam (Aniconismo en el Islam), así como de utilizar el saludo Sudanese Sampurasun, en lugar del Assalamualaikum, aprobado por los musulmanes. En diciembre de 2015, alrededor de un centenar de miembros del FPI llevaron a cabo una operación de "barrido" contra el propio Mulyadi. Sus miembros inspeccionaron los automóviles que pasaban por la puerta principal de Taman Ismail Marzuki (TIM) en el centro de Yakarta, donde se llevaba a cabo la ceremonia de entrega de premios de la Federación de Teatro de Indonesia, intentando impedir que Mulyadi asistiera al evento.

### Oposición contra Basuki Tjahaja Purnama
El FPI ganó notoriedad renovada por sus esfuerzos para derrocar la administración del exgobernador de Yakarta Basuki Tjahaja Purnama, conocido popularmente como Ahok. El FPI criticó los antecedentes de Basuki como cristianismo en Indonesia y los chinos-indonesios, siendo ambos minorías, citando que el puesto de gobernador de Yakarta debería reservarse sólo para musulmanes. En 2014, el FPI celebró una manifestación frente al edificio del Consejo Representativo del Pueblo Regional de Yakarta. La organización se negó a aceptar a Basuki como gobernador de Yakarta después de que el exgobernador Joko Widodo fuera elegido Presidente el mismo año.
A finales de 2016, durante la temporada de elecciones para gobernador de Yakarta de 2017, el FPI encabezó la protesta nacional contra Basuki por su supuesta blasfemia contra el Corán. Como respuesta a la percibida blasfemia, el FPI organizó siete protestas tituladas 'Aksi Bela Islam' ('Acción para defender el Islam') con el fin de crear presión contra Basuki y exigir su encarcelamiento. Las protestas culminaron en las protestas de Yakarta de noviembre de 2016, protestas de Yakarta de diciembre de 2016 y protestas de Yakarta de febrero de 2017. Estos se llevaron a cabo una vez al mes hasta la condena definitiva de Basuki en mayo de 2017, cuando fue sentenciado a dos años de prisión después de perder las elecciones ante Anies Baswedan.

### Reuniones masivas después del regreso de Rizieq Shihab

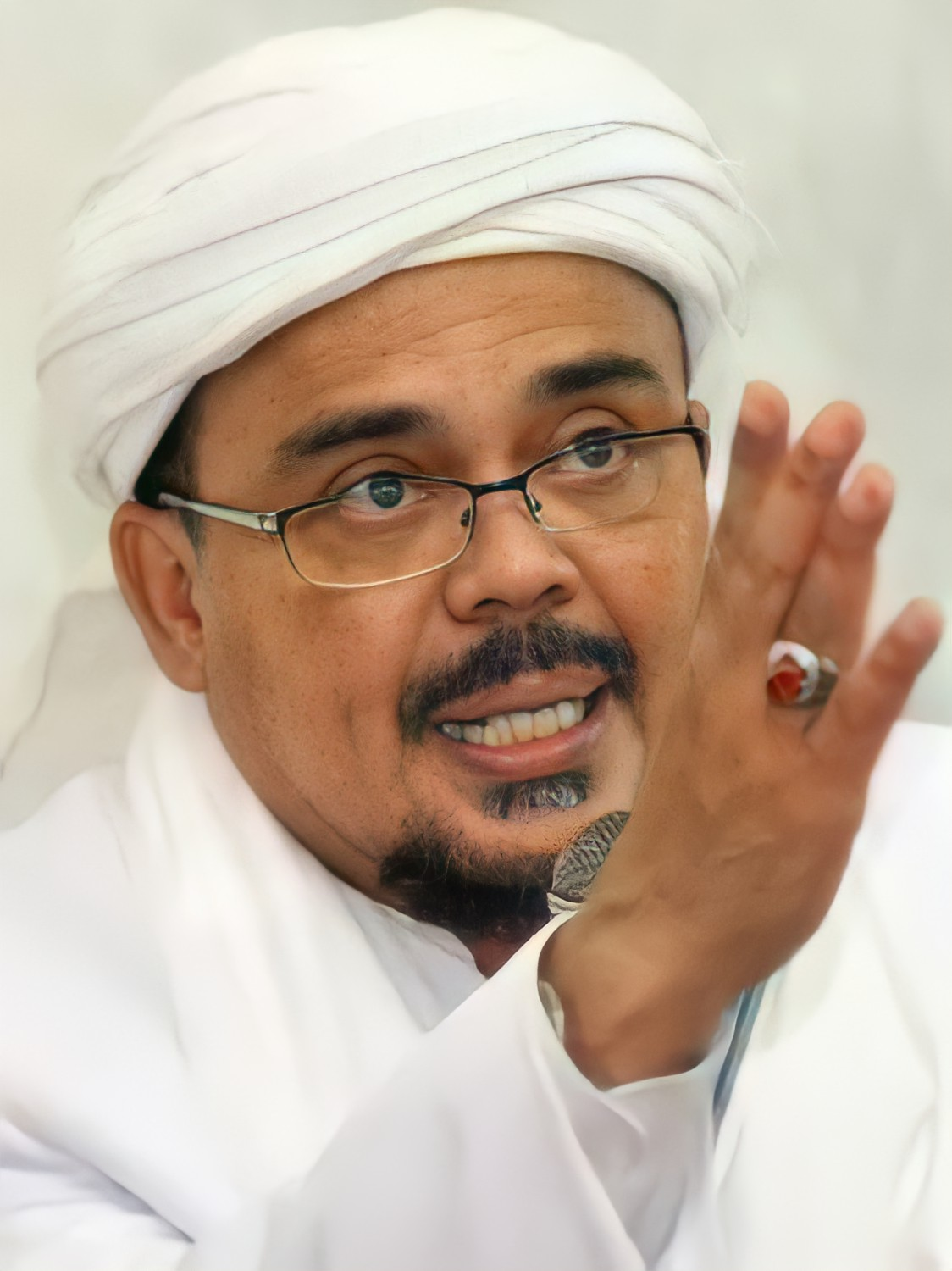
fotografpia sin fecha de Habib Muhammad Rizieq Shihab, fundador del Frente de Defensores Islámicos

El FPI estuvo involucrado en acciones controvertidas después de que Rizieq Shihab regresara a Indonesia desde Arabia Saudita el 10 de noviembre de 2020. Los miembros del FPI se encontraban entre los miles de partidarios de Rizieq que lo saludaron a su llegada al Aeropuerto Internacional Soekarno-Hatta.
Haciendo caso omiso de las regulaciones gubernamentales sobre las restricciones de la pandemia de COVID-19, los miembros del FPI asistieron a una reunión masiva en la casa de Rizieq en el barrio Petamburan de Yakarta.
El 13 de noviembre, un gran número de miembros del FPI se reunieron con Rizieq en Megamendung, Bogor. El gobernador de Java Occidental Ridwan Kamil culpó al Ministro de Seguridad Mahfud MD por permitir las reuniones masivas.

## Recepción

### Público en general
Ha habido demandas por parte de civiles, principalmente musulmanes tradicionales, otras organizaciones religiosas, comunidades políticas y grupos étnicos, para que se disuelva o prohíba el FPI.
El Movimiento Juvenil Ansor, la rama juvenil de Nahdlatul Ulama, la organización musulmana más grande de Indonesia, exigió al gobierno que cerrara el FPI en 2008, pero el gobierno nunca aceptó tales llamados. Varios críticos y medios de comunicación han descrito al FPI como incitador al extremismo islámico, racismo y intolerancia, destacando particularmente sus crímenes de odio ocasionales, discriminación contra minorías y intolerancia religiosa. Un informe de International Crisis Group lo llamó "una organización de matones urbanos", enfatizando su violento vigilantismo.
El grupo también ha sido criticado por el uso de la violencia; La policía ha registrado que el FPI participó en 29 casos de violencia y comportamiento destructivo en 2010 y 5 casos en 2011 en Java Occidental, Banten, Java Central, Sumatra del Norte y Sumatra del Sur. Una encuesta realizada por SMRC en noviembre de 2020 mostró que el 43% de los indonesios ve al FPI favorablemente, mientras que el 57% lo ve desfavorablemente. Una encuesta similar realizada en 2019 mostró que solo el 33% de los indonesios ve favorablemente el FPI.
El FPI es considerado una organización terrorista por el Consorcio de Investigación y Análisis del Terrorismo. (TRAC)

### Rechazo en Kalimantan
El 11 de febrero de 2012, cientos de manifestantes de Palangka Raya, Borneo Central; principalmente de la tribu Dayak; organizó una protesta en el Aeropuerto Tjilik Riwut para bloquear la llegada de cuatro altos dirigentes del grupo, que querían inaugurar la rama provincial de la organización. Por motivos de seguridad, la dirección del aeropuerto ordenó a los miembros del FPI que permanecieran a bordo del avión mientras el resto de pasajeros desembarcaban. Luego, los miembros del FPI fueron trasladados en avión a Banjarmasin en Borneo Central. El vicepresidente del Consejo de la Tribu Dayak (DAD) Consejo Consuetudinario Nacional Dayak de Kalimantan Central dijo más tarde que la organización había pedido a la Policía de Kalimantan Central que prohibiera el capítulo provincial del grupo ya que la presencia del FPI crearía tensión, particularmente porque Kalimantan Central es conocido como un lugar propicio para la armonía religiosa.  
Una carta formal de la administración de Kalimantan Central afirmaba que rechazaban firmemente al FPI y no les permitirían establecer un capítulo en la provincia porque "contradice la sabiduría local de la tribu Dayak que defiende la paz". La carta fue enviada al Ministro de Coordinación de Asuntos Políticos, Jurídicos y de Seguridad y se enviaron copias al presidente de Indonesia, al presidente de la Asamblea Consultiva del Pueblo, al Presidente del Tribunal Constitucional, el ministro del Interior y el Jefe de la Policía Nacional. El FPI ahora está prohibido en todo Kalimantan por sus acciones disruptivas y divisivas contra las comunidades locales.

## Organización
En términos generales, el FPI consta de dos partes: la Asamblea Consultiva, que tiene como objetivo proporcionar la toma de decisiones, y la Junta Ejecutiva, que lleva a cabo la decisión proporcionada por la Asamblea Consultiva. La división paramilitar del FPI conocida como Laskar Pembela Islam (LPI), que lleva a cabo todo el vigilantismo, está adscrita al Departamento de Jihad y Defensa del Estado del Comité Ejecutivo. LPI está estructurado de manera muy similar a un ejército real; Dirigido por Imam Besar (Gran Imam), hay múltiples rangos según el número de personal militar comandado por ellos, desde Imam (25.000 efectivos), Wali (5.000 efectivos), ' 'Qaid (1.000 efectivos), Amir (200 efectivos), a Rais (20 efectivos). A cada miembro del personal de LPI se le conoce como Jundi.
FPI es una organización abierta al público y cualquiera puede ser miembro. Esto permitió que el FPI se expandiera rápidamente desde su fundación en 1998 y pudiera movilizar rápidamente personal durante las manifestaciones. El FPI tiene su sucursal a nivel provincial con estructuras organizativas similares que consisten en juntas asesoras y ejecutivas. Aunque las redes penetran a nivel de distrito y subdistrito, están poco coordinadas y, a menudo, hay casos de fragmentación, como la sucursal del FPI Surakarta que afirma ser independiente de la sede en Yakarta.

### Estructura organizacional
- Majelis Tanfidzi (Junta Ejecutiva)
  - Líder principal: Ahmad Shabri Lubis
    - Departamento de Asuntos Exteriores
    - Departamento del Interior
    - Departamento de Asuntos Religiosos
    - Departamento de Jihad y Defensa del Estado
      - Laskar Pembela Islam (Paramilitares Defensores Islámicos, LPI)

    - Departamento de Asuntos Sociales, Políticos y Jurídicos
    - Departamento de Educación y Cultura
    - Departamento de Economía e Industria
    - Departamento de Investigación y Tecnología
    - Departamento de Logística
    - Departamento de Bienestar Social
    - Departamento de Información
    - Departamento de Asuntos de la Mujer

  - Secretario General: Munarman
    - Comisión de Expertos del Frente
    - Comisión de Contratación Frontal
    - Comisión de Investigación del Frente
    - Comisión de Asistencia Jurídica del Frente
    - Comisión Anti-Maksiat
    - Comisión contra la violencia
- Majelis Syuro (Asamblea Consultiva)
  - Líder principal: Muhsin bin Ahmad Al-Attas
    - Comisión de la Sharia
    - Comisión de Honor
    - Comisión de Coordinación
    - Comisión de Consultoría
    - Comisión de Supervisión

## Lecturas Externas
- Facal, G. (2019). Islamic Defenders Front Militia (Front Pembela Islam) and its Impact on Growing Religious Intolerance in Indonesia. TRaNS: Trans –Regional and –National Studies of Southeast Asia page, 1-22.
- Hutagalung, S.A. (2016). Muslim–Christian Relations in Kupang: Negotiating Space and Maintaining Peace.  The Asia Pacific Journal of Anthropology, 17(5), 439–459.
- Jahroni, J. (2004). Defending the Majesty of Islam: Indonesia's Front Pembela Islam (FPI) 1998–2003. Studia Islamika, 11(2), 197–256.
- Ricklefs, M.C. (2012). Islamisation and Its Opponents in Java: A Political, Social, Cultural and Religious History, c. 1930 to Present. Honolulu: University of Hawaii Press.